# День вшанування учасників ліквідації наслідків аварії на Чорнобильській АЕС
День вшанування учасників ліквідації наслідків аварії на Чорнобильській АЕС — день пам'яті в Україні. Відзначається щорічно 14 грудня у день закінчення будівництва саркофага над зруйнованим четвертим енергоблоком Чорнобильської АЕС. Не є неробочим днем

## Історія дня
День встановлено в Україні «…з метою гідного відзначення мужності, самовідданості і високого професіоналізму учасників ліквідації наслідків аварії на Чорнобильській АЕС та на підтримку ініціативи громадських організацій і Міністерства праці та соціальної політики України…» згідно з Указом Президента України «Про День вшанування учасників ліквідації наслідків аварії на Чорнобильській АЕС» від 10 листопада 2006 р. № 945/2006.